# Rudolf Stöger-Steiner von Steinstätten
Rudolf Stöger-Steiner von Steinstätten (Pernegg an der Mur, 26 aprile 1861 – Graz, 12 maggio 1921) è stato un generale austro-ungarico, dal 1917 al 1918 l'ultimo Ministro della guerra dell'Impero austro-ungarico.

## Biografia

### I primi anni
Nato Rudolf Stöger nel villaggio di Pernegg an der Mur, in Stiria (parte dell'Impero austriaco) nel 1861, suo padre morì quando egli era ancora molto giovane e sua madre si risposò con un Oberleutnant dell'esercito austriaco, Joseph Steiner, un veterano della Seconda guerra dello Schleswig che era già stato menzionato in alcuni dispacci dell'Imperatore. Quest'ultimo ebbe una profonda influenza sulla crescita di Rudolf e lo incoraggiò ad entrare a far parte dell'esercito.
Rudolf entrò quindi come cadetto nell'esercito, inquadrato nel 9° Feldjägerbataillon col quale venne avviato in servizio attivo in Bosnia come volontario per poi frequentare l'istituto per cadetti di fanteria a Liebenau.
Superato il periodo degli studi "con ottimi risultati", il giovane Stöger-Steiner venne dimesso col grado di Luogotenente e passò definitivamente al 9° Feldjägerbataillon il 1º novembre 1880.
Egli frequentò dunque la Kriegsschule imperiale di Vienna, dove si diplomò passando allo staff generale col grado di Oberleutnant nel 1886 per poi passare alla 50ª brigata di fanteria, poi all'8ª brigata di montagna ed infine dal 1890 venne promosso capitano e integrato nella 18ª divisione di fanteria.
Nel 1891 egli venne formalmente adottato dal patrigno e cambiò il proprio cognome in Stöger-Steiner, il che gli permise di accedere al titolo nobiliare di "Signore di Steinstätten". Joseph Steiner trasferì il proprio titolo ed il proprio stemma a suo figlio il 25 ottobre 1892 e quello stesso anno il giovane Stöger-Steiner sposò Maria Link a Graz, dalla quale ebbe un figlio e una figlia.

### La carriera
Nei primi anni '90 dell'Ottocento, Stöger-Steiner ottenne un gran numero di incarichi nello stato maggiore e nei corpi d'armata tornando anche per un breve periodo al 9° Feldjägerbataillon. Dal 1896 al 1899 egli fece ritorno in servizio come istruttore alla Kriegsschule di Vienna il che gli valse la promozione al rango di Maggiore, ottenendo un posto di comando nel 12º reggimento di fanteria. Per sei anni tra il 1901 ed il 1907 egli lavorò alacremente nella Kommission zur Beurteilung der Stabsoffiziersaspiranten la quale lavorava per creare dei criteri di ammissibilità dei soldati al rango di ufficiali. Promosso Colonnello nel 1903, egli ottenne il comando del 74º reggimento di fanteria nel 1907, e successivamente nel 1909 passò alla 56ª brigata di fanteria di stanza a Gorizia. Stöger-Steiner venne quindi nominato Maggiore Generale nel 1909 e venne riportato all'accademia di guerra come istruttore a Bruck an der Leitha. Nel 1912 Stöger-Steiner ricevette il comando della 4ª divisione di stanza a Brünn e venne promosso Luogotenente Feldmaresciallo.
Con lo scoppio della guerra dopo la Crisi di luglio, grazie alle sue strette connessioni a corte, Stöger-Steiner rimase in comando del 4º fanteria di stanza in Galizia come parte della 4ª armata. In Galizia, il 4º fanteria prese parte alle battaglie di Krasnik, Zamosc, Komarów ed alla ritirata verso Tuckow il che fruttò a Stöger-Steiner numerose decorazioni in riconoscimento della sua capacità di comando ed iniziativa. Sul finire del 1914 il 4º fanteria venne reimpiegato a Cracovia ed assegnato alla Prima Armata prima di venire allargato divenendo la "Kombinierte Division Stöger-Steiner", prendendo parte nel 1915 alla cattura delle città di Annopol e Józefów.

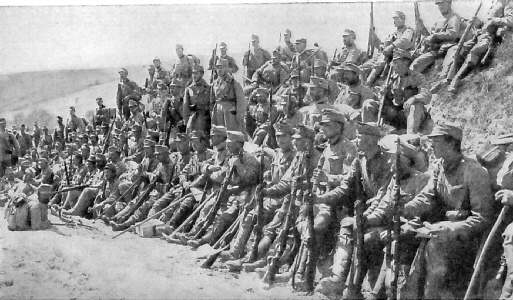
Le truppe austro-ungariche in un momento di pausa durante l'avanzata

Trasferito sul fronte russo, il 26 luglio 1915 egli prese il comando del neo-costituito gruppo Stöger-Steiner presso il fiume Isonzo per poi essere promosso al comando del XV corpo (sempre presso l'Isonzo) quella medesima estate. Nei due anni successivi, il XV corpo prese parte a 8 delle 12 battaglie dell'Isonzo, e lo stesso Stöger-Steiner venne promosso al rango di Generale di Fanteria sul finire dell'anno per il grande valore dimostrato.
Nel 1916 come parte di una valutazione sul rendimento di Stöger-Steiner, il suo superiore Scheuchenstuel scrisse di lui:
"È un generale utile e versatile con grandi capacità militari e qualità di comando uniche. Calmo, determinato, è un tipo aperto. Egli ha dato prova delle proprie doti nelle situazioni più difficili. Per via delle sue speciali qualità egli è giunto alle massime posizioni di comando militare."
Il generale ricevette ancora un gran numero di decorazioni per il suo ruolo durante le battaglie dell'Isonzo ed il 4 giugno 1916 ricevette il titolo di Geheimer Rat (Consigliere Segreto), mentre addirittura nel 1917 un altro suo superiore Svetozar Borojević von Bojna lo proponeva per una promozione ancora maggiore. Da questa fase della guerra, la salute di Rudolf incominciò a declinare e la sua presenza sul campo fu sempre più limitata.

### Ministro della Guerra
Stöger-Steiner rimase in carica come comandante di corpo presso l'Isonzo sino al 12 aprile 1917 data nella quale venne richiamato dal fronte e promosso Ministro della Guerra. Ottenuto ora un ruolo maggiormente politico, la sua selezione a tale incarico portò a numerose divisioni all'interno della corte ma godette dell'appoggio del nuovo imperatore Carlo I in quanto "persona non precedentemente coinvolta in politica".
Il nuovo ruolo politico ottenuto ad ogni modo diminuì fortemente il suo potere nell'Armeeoberkommando (alto comando militare) ma incrementò la sua influenza politica e l'imperatore era più interessato alla questione politiche che alla vittoria, dal momento che l'Ungheria aveva colto l'occasione della guerra per avanzare nuove pretese di separazione.

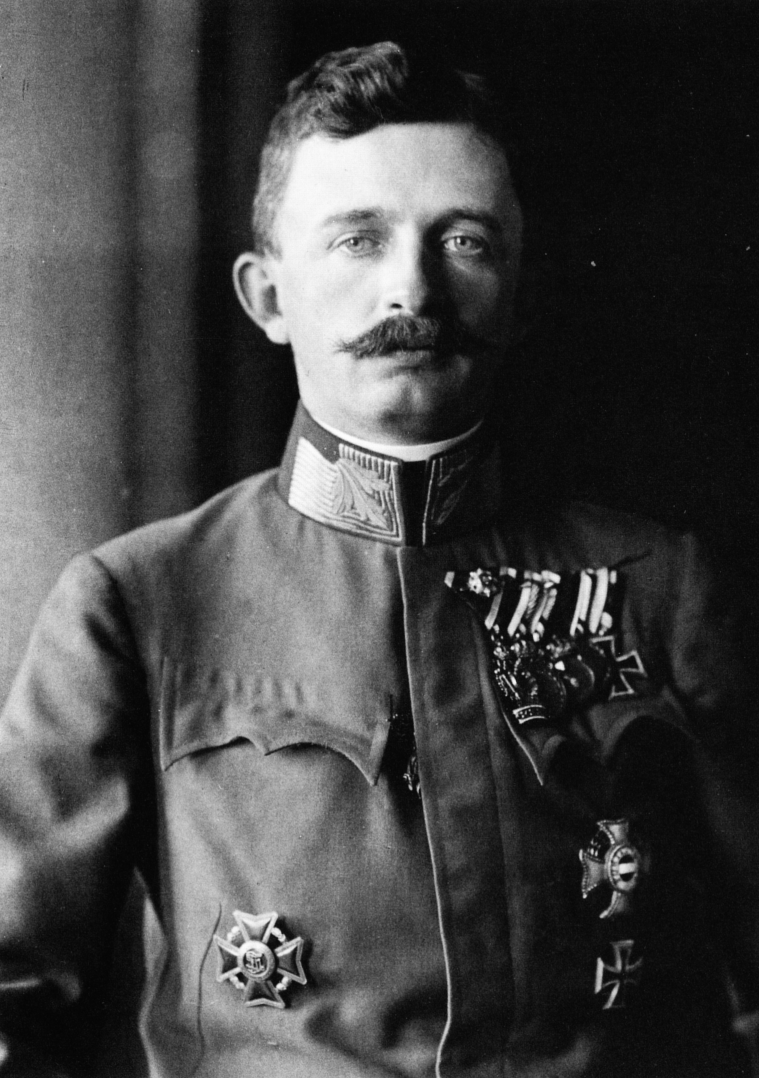
Carlo I, imperatore dal 1916

Energicamente, Stöger-Steinersi preoccupò subito di riorganizare il ministero affidatogli con la creazione di uffici indipendenti chiamati Zentraltransportleitung, (dipartimento centrale dei trasporti) il Kriegsüberwachungsamt (ufficio di supervisione alla guerra), il Kriegsfürsorgeamt (ufficio per gli affari di guerra), il Zentralevidenz (intelligence centrale) ed il Generalinspektorat für das Heimkehrerwesen (ispettorato generale per il rimpatrio dei prigionieri di guerra) così come l'introduzione di nuovi ufficiali nei dipartimenti da lui creati. Generalmente il suo sistema operativo si dimostrò efficiente ed efficace a tal punto che l'Imperatore d'Austria riuscì ad evitare che i contrasti interni portassero ad una rivoluzione interna come quella di ottobre in Russia nell'inverno del 1917, anche se dovette affrontare il problema dei rifornimenti di cibo ed armi alle truppe sul fronte.
In materia politica Stöger-Steiner non fu particolarmente attivo in quanto ebbe conflitti con la maggior parte degli altri politici per interessi in particolar modo nel Ministerrat (consiglio dei ministri) e nel Reichsrat (parlamento) mentre nel contempo combatteva con la sua sempre maggior carente salute. Nell'aprile del 1918 l'Imperatore gli conferì il titolo di Barone come promozione del suo precedente titolo nobiliare. Promosso al rango di Colonnello Generale egli era ormai convinto dell'inevitabile sconfitta dell'Austria nell'ambito della prima guerra mondiale e fu tra i sostenitori del ritiro dei soldati dal fronte per mantenere l'ordine interno a partire dal 1918.
Nel corso dell'anno 1918 la situazione si deteriorò drasticamente a causa dell'incremento della reazione popolare e l'esercito non riuscì a spezzare le opposizioni interne.
Il 30 ottobre 1918, mentre Stöger-Steiner si trovava a viaggiare in auto per raggiungere il palazzo imperiale ove si sarebbe svolto l'ultimo consiglio dei ministri dell'impero austro-ungarico, la folla attorniò la sua vettura, ruppe i vetri e tentò di scagliarsi contro di lui non tanto per la persona quanto per opposizione al governo.

### Il ritiro dalla scena politica e militare
Col deteriorarsi della situazione politica e militare nell'autunno del 1918 e il progressivo crollo del governo, la rivoluzione prese piede lungo le terre degli Asburgo portando una generale posizione critica in ogni ambiente. Mentre il governo imperiale cedeva al costituzionalismo, l'Imperatore scriveva un messaggio manoscritto a Stöger-Steiner, ordinandogli di continuare il suo incarico e di evitare la demobilitazione del ministero. Egli però fu infine costretto a ritirarsi dalle autorità della nuova repubblica austriaca il 1º dicembre 1918 dopo due settimane dall'abdicazione di Carlo I. Il generale Rudolf Stöger-Steiner von Steinstätten si ritirò dunque a vita privata a Graz e continuò la sua battaglia contro la malattia che si acuì ulteriormente. Egli morì a Graz il 12 maggio 1921.